# Александровский лицей
Алекса́ндровский лице́й (Императорский Александровский лицей) — название Царскосельского лицея после переезда из Царского села в Санкт-Петербург, а также комплекс зданий, в которых он располагался. Этот комплекс занимает участок, ограниченный Каменноостровским проспектом, улицей Рентгена (бывшей Лицейской) и Большой Монетной улицей. Памятник архитектуры федерального значения.

## История

### До 1843 года
Ранее, в первой половине XVIII века, здесь была обширная усадьба, которая затем перешла в казну. В 1768 году участок был отдан для устройства первого в России Оспопрививального дома, а в 1803 году его постройки были переданы Сиротскому дому канцелярии императрицы Марии. Существующие постройки возводились разными архитекторами в период с 1831 года до начала XX века.
Главное здание лицея по адресу: Каменноостровский проспект, дом 21, — построено в 1831—1834 годах в стиле позднего классицизма по проекту архитектора Л. И. Шарлеманя для Александровского сиротского дома, ранее существовавшее деревянное здание которого пришлось разобрать после наводнения 1824 года.
На третьем этаже, посредине, 23 сентября 1834 была освящена домовая церковь в честь небесной покровительницы императрицы Александры Фёдоровны. Фронтон здания украшал золоченый медный крест. Лепку на сводах храма исполнили мастера К. Можаев и Е. Балин.
При выравнивании трассы проспекта в 1838—1839 годах перед зданием образовался сквер. В 1839 году вокруг сквера была установлена ажурная чугунная решётка по рисунку архитектора П. С. Плавова. Также по его проектам в 1830-х были построены два флигеля, а в 1841—1843 годах — служебный корпус позади главного здания.

### Лицейский период: 1844—1917
6 сентября 1843 года в это здание переехал Царскосельский лицей. После переезда по указу Николая I лицей стал именоваться Императорским Александровским.
С переездом были связаны многие преобразования, коснувшиеся всех сторон лицейской жизни, в том числе и преподавания. Новый Устав лицея, принятый в 1848 году, отражал изменения в содержании и назначении лицейского образования. Приём и выпуск воспитанников стал ежегодным (в Царскосельском лицее он происходил раз в 3 года). Были введены новые учебные дисциплины и открыты новые кафедры, соответствующие требованиям времени: сельского хозяйства, гражданской архитектуры. Позже эти кафедры были закрыты, а учебные программы лицея всё больше приближались к курсу юридического факультета Санкт-Петербургского университета. Но лицейская программа по-прежнему оставалась более обширной и разнообразной, прежде всего за счёт дисциплин гуманитарного цикла: истории, истории литератур, логики, психологии, римских древностей и так далее. Преподавались в лицее и бальные танцы (преподавателем был известный танцовщик Т. А. Стуколкин).
В 1858—1860 годах к главному корпусу возведена двухэтажная пристройка со стороны сквера с лазаретом в первом и столовой (затем Актовым залом) во втором этаже.
Четвёртый этаж главного корпуса надстроен в 1878 году по проекту Р. Я. Оссолануса.
В 1889 году рядом со зданием лицея был открыт бронзовый бюст Александра I работы П. П. Забелло (не сохранился) и гипсовый бюст А. С. Пушкина (арх. Х. К. Васильев, ск. Ж. А. Полонская), в 1899 году заменённый двухметровым бронзовым бюстом работы ск. И. Н. Шредера и арх. С. П. Одновалова (этот бюст в 1930-х гг. перенесли из сада на лестницу Лицея, в 1972 г. передали в фонды Музея городской скульптуры, а в 1999 г. установили перед Пушкинским Домом). В 1955 году в сквере установлен бюст В. И. Ленина (ск. В. Б. Пинчук, арх. Ф. А. Гепнер).

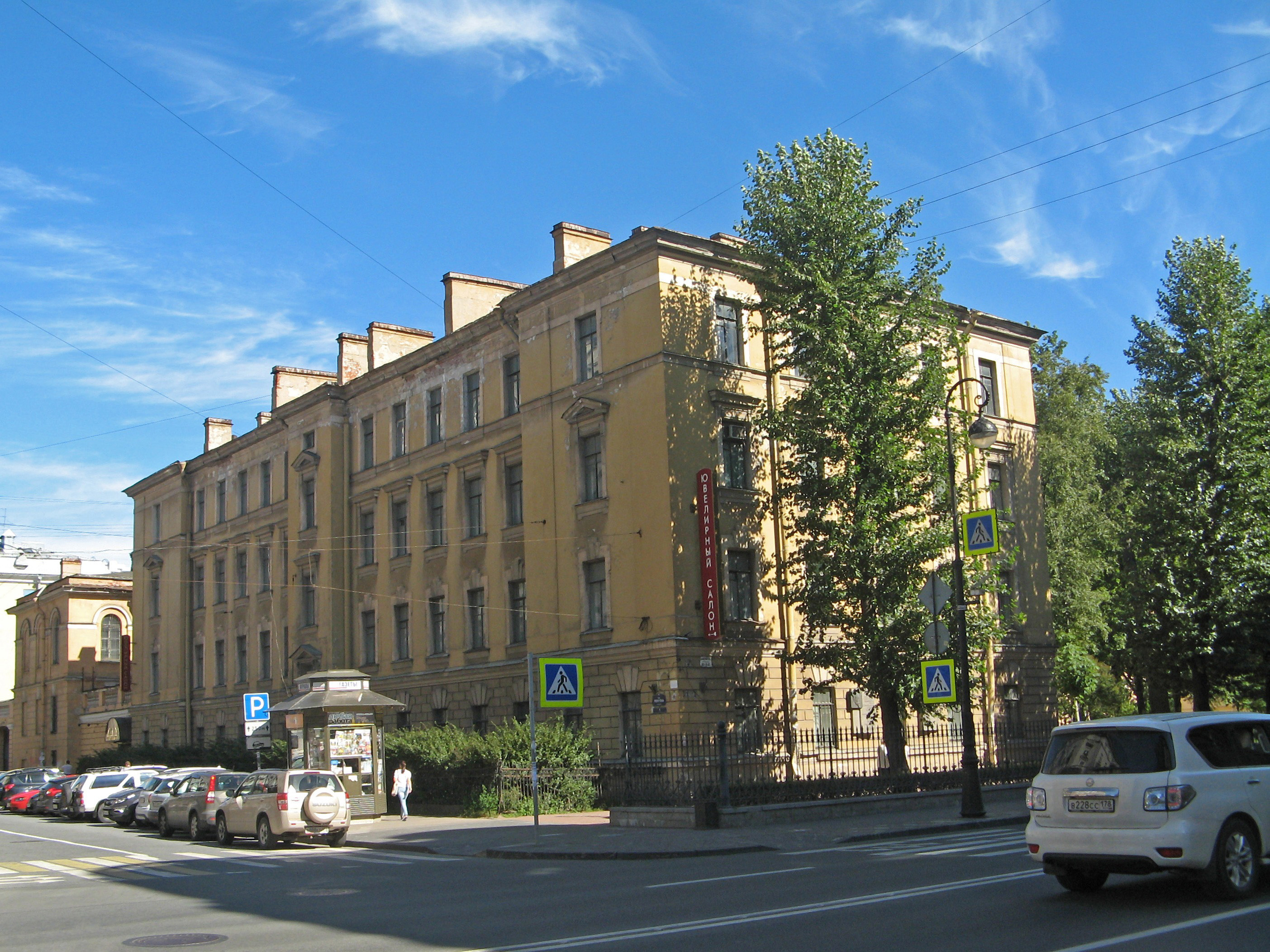
Бывший дом воспитателей Лицея (на углу ул. Рентгена)

Улица Рентгена (б. Лицейская), дом № 1/23 — бывший дом воспитателей Лицея. Этот дом и симметричный ему флигель по адресу Большая Монетная улица, дом № 14, использовавшийся для приготовительных классов, построены в 1830-х гг. в классическом стиле по проекту архитектора П. С. Плавова. Здание для приготовительных классов было реконструировано в 1881 году по проекту Р. Я. Оссолануса. Дом воспитателей Лицея был реконструирован в 1903—1905 гг. по проекту архитектора В. А. Демяновского.
От пожара в 1910 году пострадала часть главного корпуса. Восстановительные работы производились в 1911 году архитектором И. А. Фоминым.
Императорский Александровский лицей (ИАЛ), выросший из Царскосельского лицея, занимал особое положение в ряду высших учебных заведений России. Лицей был закрытым учебным заведением, в число воспитанников принимались исключительно дети лиц, принадлежавших к российскому потомственному дворянству. По данным журнала Совета ИАЛ от 31 мая 1902 г., в состав 220 воспитанников полагалось 50 казеннокоштных и 170 своекоштных.  Лицей стоил казне не дорого и финансировался главным образом за счет платы, вносимой своекоштными воспитанниками (800 - 900 руб. в год). В казеннокоштные, находящиеся на полном казённом содержании,  принимались: 1) воспитанники старших приготовительных классов по ходатайству родителей; 2) отличники столичных классических гимназий по выбору педагогических советов; 3) дети генералов и гражданских чиновников не ниже Действительного статского советника.
Удачное сочетание в Лицее содержания гимназического и университетского уровней отразилось во внутренней структуре курсов.  Шесть лет обучения вмещали младшие (4, 5, 6 классы) курсы, где изучались гимназические предметы (богословие, латынь, русский и иностранные языки, логика, история, география, математика, физика, космография), а также политэкономия, статистика, технология, и старшие (1, 2, 3 классы). Последние считались университетскими. В конце XIX в.  были введены приготовительные классы, и обучение стало восьмилетним.
Как следует из «Правил и программ для приёма воспитанников в ИАЛ» 1912 года, набор предполагал 30 воспитанников в каждом классе. Оговаривался и приёмный возраст. Что касается старших (университетских) курсов, в 3-й класс Лицея мог поступить (приём осуществлялся в августе) молодой человек  17—19 лет, сдав экзамены по русской (от преемников Петра I до смерти Александра II в объёме учебника С.Ф. Платонова) и всеобщей истории (древняя и средняя история, новая история XVIII—XIX вв. до франко-прусской войны в объёме учебника Н.И. Кареева), иностранному языку (французский, немецкий, английский) и сочинение по русскому языку.
Зачисленные в ряды воспитанников 3-го класса попадали в мир вполне университетский и по читаемым курсам, и по составу лекторов.
Предметный и преподавательский состав старших классов Лицея проясняет расписание занятий. Вот, например, 1913 – 1914 учебный год. Среди преподавателей — В. А. Бутенко (всеобщая история), С. В. Рождественский (русская история), В. М. Пушин (всеобщая литература), Н. К. Кульман (русская литература), Ю. Ю. Бальи-Конт (французская литература), Г. В. Бреннан (английская литература), Р. А. Теттенборн (немецкая литература), А. Э. Нольде (римское право), В. В. Степанов (статистика) и др.
Во 2-м классе расширялось преподавание правовых дисциплин: русское право (Ф. В. Тарановский), государственное право (И. А. Ивановский), уголовное право (М. П. Чубинский), гражданское право (С. В. Завадский). Кроме того, читались политэкономия, история, литература, богословие.
А в 1-м старшем классе уже заметно преобладала правоведческая составляющая: международное право (А. А. Пиленко), государственное право (И. А. Ивановский), финансовое право (М. А. Курчинский), полицейское право (В. М. Гессен), торговое и морское право (А. Э. Нольде), гражданское судопроизводство (К. К. Дыновский), уголовное судопроизводство (М. П. Чубинский), хотя среди предметов присутствовали и история философии (А. П. Нечаев), и всеобщая литература (Б. П. Сильверсван).
Такой состав предметов объясняло само предназначение ИАЛ – готовить молодых людей для государственной службы в различных учреждениях Российской империи.

### После 1917 года
Последний выпуск учеников состоялся весной 1917 года. После Октябрьской революции занятия ещё эпизодически продолжались весной 1918 года. В мае 1918 года Лицей был закрыт по постановлению Совнаркома, а его место занял Пролетарский политехникум.
Богатейшая библиотека Лицея после Гражданской войны частично оказалась в Свердловске распылённой среди библиотечного фонда. Около 2 тыс. книг из неё в 1938 г. благодаря усилиям В. Д. Бонч-Бруевича были перевезены в Москву, в Государственный литературный музей. Ещё несколько сотен книг из лицейской библиотеки были обнаружены в Свердловске в начале 1970-х гг. и переданы в музей Пушкина в Царскосельском лицее. Судьба остальных книг неизвестна.
В 1917 году в главном здании лицея работали штаб Красной гвардии Петроградской стороны, районный комитет РСДРП(б) и районный Совет, руководимый рабочим А. К. Скороходовым (именем которого с 1923 по 1991 год называлась Большая Монетная улица). До Великой Отечественной войны в главном здании располагалась школа № 181, а после войны — средняя школа № 69 Петроградского района им. А. С. Пушкина. Позже в здании размещалось хпту-11.В настоящее время здание занимает колледж управления и экономики «Александровский лицей».
Флигель по адресу Большая Монетная ул., дом № 14, в 1950-е — 1960-е гг. использовался как жилой дом В настоящее время по этому адресу располагается консульство Эстонии.
В расположенном за эти домом двухэтажном флигеле (Большая Монетная ул., дом № 14а) располагалась вечерняя сменная школа № 32 Петроградского района, в 1950-е — 1960-е гг. — школа рабочей молодёжи № 68 Петроградского района, а в 1970-х гг. — медвытрезвитель. В начале XXI века (до 2003 года) этот флигель служил одним из производственных помещений завода «Пирометр». Затем он был переоборудован под гостиницу — сначала «Александр Хауз Inspiration», а затем «Бутик-Отель Аристос».
Бывший дом воспитателей Лицея (ул. Рентгена, дом № 1/23) в 1923 году был передан для размещения основанного В. И. Вернадским Радиевого института (ныне институт носит имя В. Г. Хлопина, руководившего им). К 125-летию со дня рождения В. И. Вернадского в 1988 году в здании открыт музей Радиевого института.

### Дело лицеистов
В 1925 году многие выпускники и преподаватели Императорского Александровского лицея, включая его последнего директора В. А. Шильдера и последнего премьер-министра Российской империи Н. Д. Голицына, были репрессированы по обвинению в создании контрреволюционной монархической организации, сфабрикованному ОГПУ. 26 человек по постановлению Коллегии ОГПУ от 22.6.1925 были расстреляны.

## Известные ученики и преподаватели Александровского лицея

### Воспитанники
См. также: Выпускники Александровского лицея и Список выпускников Александровского лицея
- Писатель М. Е. Салтыков-Щедрин был в числе выпускников первого выпуска после переезда в Петербург (1844 год)
- Дипломат А. Б. Лобанов-Ростовский был в том же выпуске 1844 года.
- Поэт В. Д. Ахшарумов был в том же выпуске (сидел с Салтыковым на одной скамье).
- Государственный деятель И. О. Велио (выпуск 1847 года)
- Государственный деятель граф Д. М. Сольский окончил Лицей в 1851 г. с большой золотой медалью
- Публицист и переводчик А. Н. Аксаков (выпуск 1851 г.)
- Революционер и публицист Н. А. Серно-Соловьевич (выпуск 1853 года)
- Министр просвещения А. А. Сабуров (выпуск 1854 г.)
- Революционер А. А. Серно-Соловьевич (выпуск 1857 года)
- Живописец В. Г. Шварц (1859 г.)
- Министр земледелия и госимуществ А. С. Ермолов (1867 г.)
- Князь Н. Д. Голицын (выпуск 1871 г.)
- Председатель Совета министров России в 1911—1914 годах, попечитель Александровского лицея граф В. Н. Коковцов (окончил в 1872 г. с большой золотой медалью)
- Музыкант В. И. Сафонов (выпуск 1872 г.)
- Министр финансов Э. Д. Плеске (выпуск 1872 г.)
- Исследователь Эфиопии А. К. Булатович, впоследствии иеромонах Антоний (выпуск 1891 г.)
- Государственный деятель, действительный статский советник С. Н. Бекман[13] (в том же выпуске 1891 г.)
- Русский генерал и государственный деятель, последний Таврический губернатор. Княжевич, Николай Антонинович (окончил в 1891 г. с золотой медалью)
- Поэт С. С. Бехтеев (выпуск 1903 г.)
- Князь Олег Константинович (окончил в 1913 г. с серебряной медалью)
- Архимандрит Киприан (Керн)
- Князь Дмитрий Алексеевич Шаховской, впоследствии архиепископ Сан-Францисский и Западно-Американский Русской православной церкви заграницей Иоанн, учился в Лицее в 1915—1917 гг.
- Публицист Л. Д. Любимов (обучался с 1915 г.)

### Преподаватели
- А. А. Архангельский (обучал лицеистов пению)
- В. Н. Бенешевич (церковное право)
- В. А. Бутенко (всеобщая история)
- А. Ф. Гефтман (математика и физика)
- И. М. Гревс (история)
- Я. К. Грот преподавал в Лицее русскую словесность
- А. Ф. Кони преподавал в Лицее уголовное право
- С. Ф. Платонов (история)
- Н. И. Кареев (история)
- В. И. Сафонов преподавал в Лицее и создал там хор во время своей учёбы в Консерватории.
- Н. Т. Щеглов (арифметика, физика; автор ряда учебных пособий)
- Н. К. Кульман преподавал всеобщую историю и историю литературы
- П. И. Пороховников преподавал в Лицее рисование

### Директора
- Броневский, Дмитрий Богданович (1840—1853)
- Миллер, Николай Иванович (и.д. с 24 мая 1853, утверждён 25 мая 1854 — 1 июня 1877)[14]
- Гартман, Николай Николаевич (1877—1892)
- Врангель, Фердинанд Фердинандович (1892—1896)
- Фельдман, Фёдор Александрович (10 августа 1896 — 30 июня 1900)
- Саломон, Александр Петрович (1900—1908)
- Вольф, Борис Эдуардович фон (1908—1910)
- Шильдер, Владимир Александрович (1910—1917) — последний директор Лицея